# فرد لارنس ویپل
 فرد لارنس ویپل (انگلیسی: Fred Lawrence Whipple؛ ۵ نوامبر ۱۹۰۶ – ۳۰ اوت ۲۰۰۴) یک دانشمند در زمینه اخترشناسی اهل ایالات متحده آمریکا بود.